# 전사의 항아리

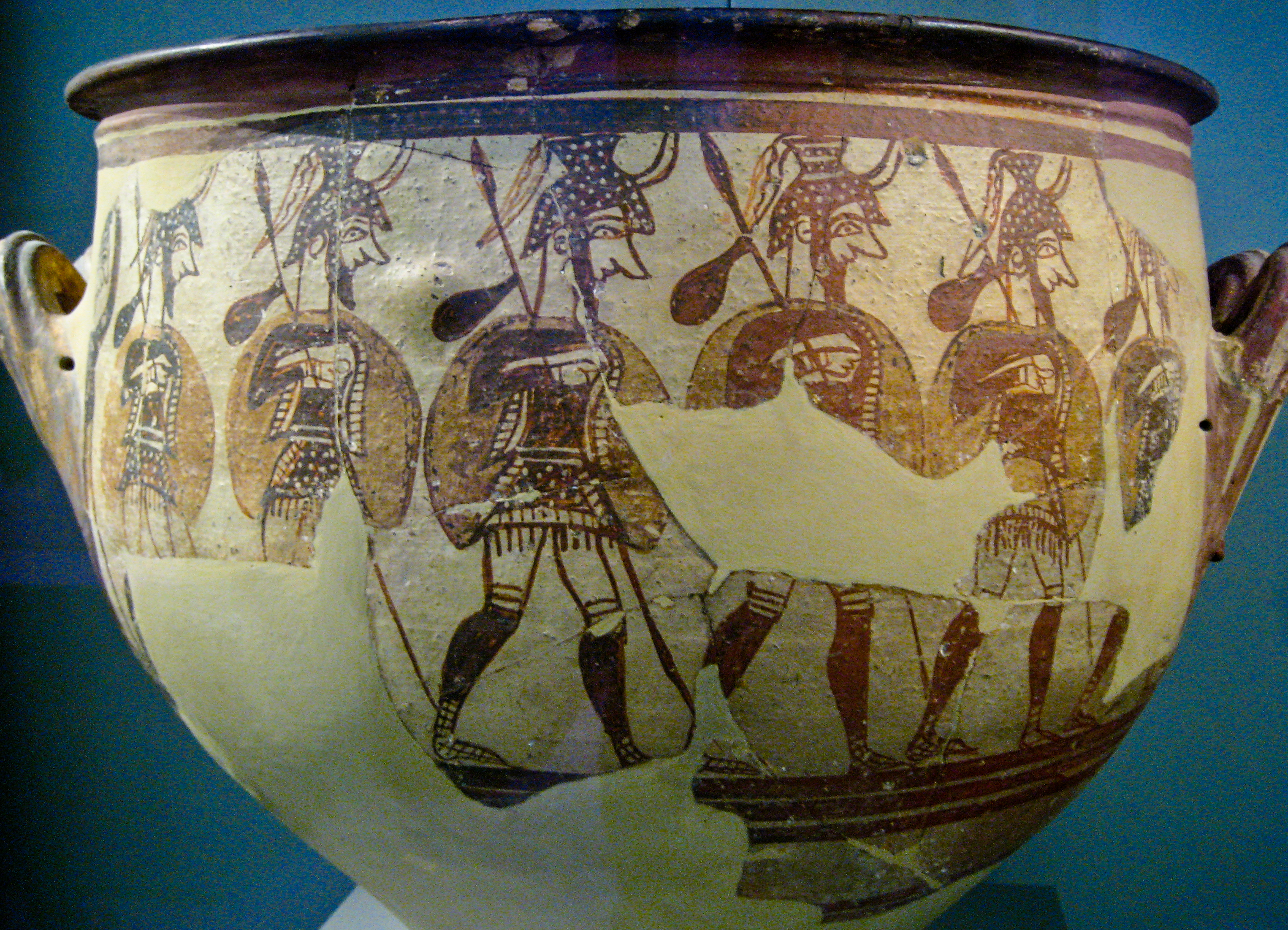
전사의 항아리

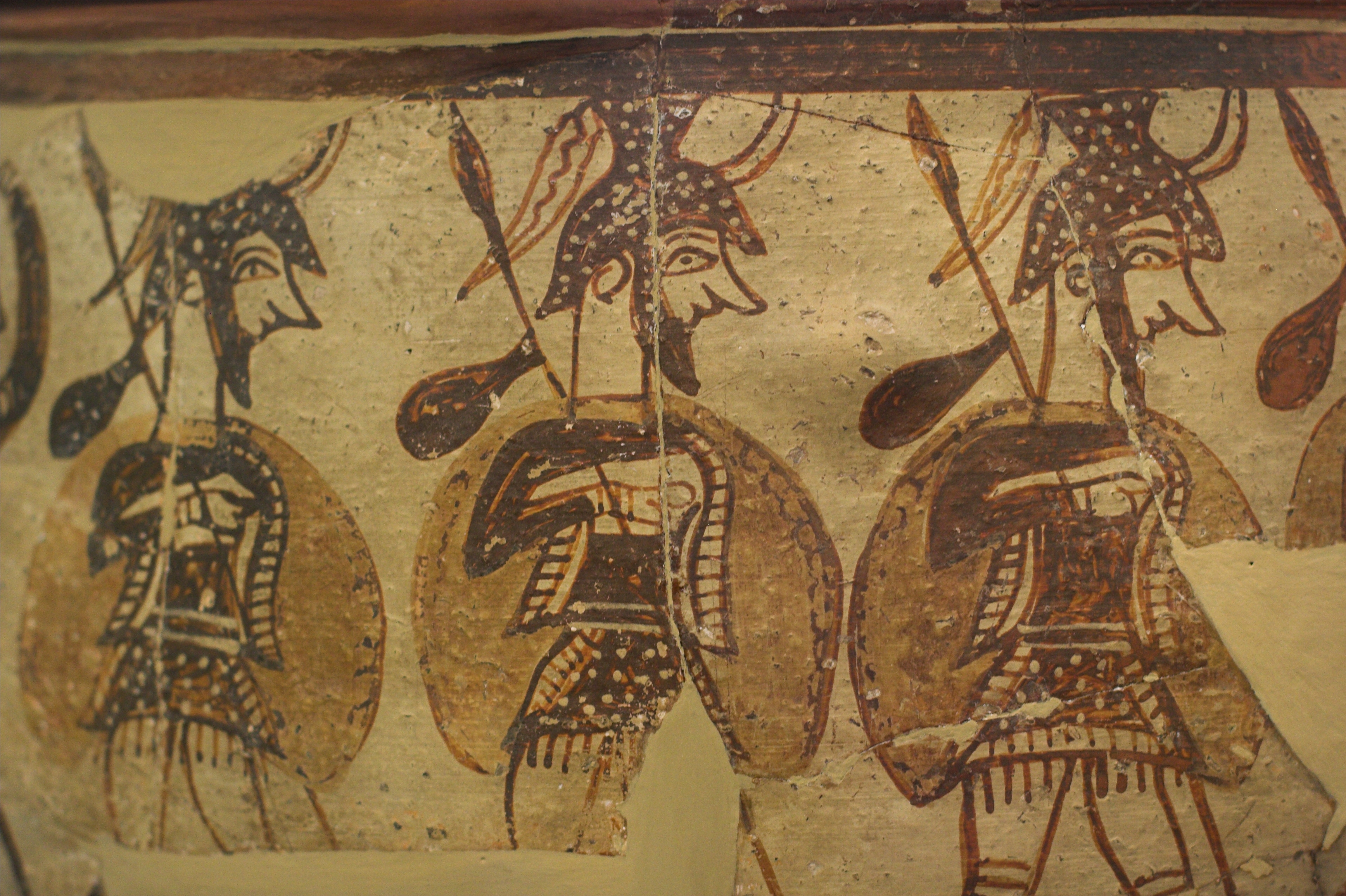
항아리 겉면 그림을 확대한 모습

전사의 항아리(영어: Warrior vase)는 독일 고고학자 하인리히 슐리만이 미케네 아크로폴리스에서 발견한 미케네 도기 작품으로 현재 아테네 국립고고학박물관에 소장된 대표작 중 하나이다. 기원전 12세기에 제작된 이 작품은 그리스 청동기 후기의 도기 가운데서도 가장 유명한 작품으로 알려져 있다.

## 상세
항아리의 정확한 용도는 포도주를 식수로 희석하기 위한 것으로서 크라테르 (krater)라고 부른다. 고대 그리스인들은 술을 희석시켜 마시는 것이 문명인의 바람직한 습관이라 믿었다. 발견 당시 모든 조각이 다 발견되지는 못한 상태로 복원되었는데, 그 겉면에 군인들의 그림이 새겨져 있어 전사의 항아리라는 명칭이 붙었다. 각 군인들은 짧은 키톤과 흉갑, 투구, 정강이받이를 착용한 상태이며, 창으로 무장하고 방패를 들고 있다.
과거에는 황소머리 손잡이가 달려 있다는 점에서 이 작품의 제작연대를 기원전 7세기 초로 추정하는 것이 학계의 정설이었다. 제작연대가 기원전 12세기로 조정된 지금도 황소머리 손잡이나 인물의 형태 등이 기원전 8세기의 도기에서 발견되는 특징과 유사성이 있다는 점은 인정되고 있는데 두 연대간의 시차가 500년이나 된다는 점에서 의문점을 남기고 있다.
전사의 항아리는 미케네 궁전이 조성되던 시대 이후의 미케네 전사가 어떤 모습이었는지에 관한 단서도 제공하고 있다. 전사들이 들고 다니는 배낭을 보면 전투를 위해 먼 거리를 이동해야 했음을 드러내고 있다. 다른 면에는 고슴도치 모양의 투구를 쓴 전사들도 그려져 있으며, 들고 있는 창의 길이도 당대에 묘사된 일반 창보다 짧다. 양면의 전사 모두 방패, 흉갑, 정강이받이는 똑같이 장비하고 있다. 따라서 어떤 특정 인물들을 묘사한 것이 아니라, 군복을 입은 군대 자체를 묘사한 것이라는 설도 존재한다.

## 같이 보기
- 아테네 국립 고고학 박물관
- 미케네 미술